# Université d'État de New York à Stony Brook
Pour les articles homonymes, voir Stony Brook.
L'université de Stony Brook (en anglais : Stony Brook University ou SB, également appelée State University of New York at Stony Brook, SUNYSB) est une université publique située à Stony Brook, un hameau de la ville de Brookhaven (comté de Suffolk) sur l'île de Long Island dans l'État de New York. C'est un des campus de l'université d'État de New York.

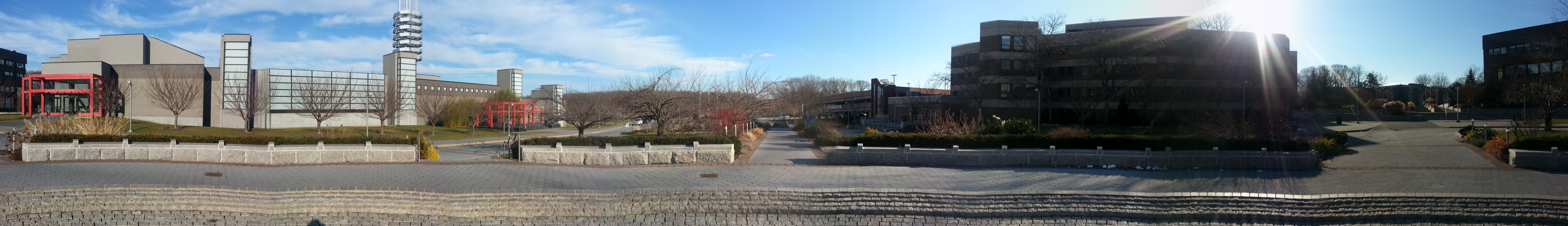
Bâtiments de l'université Stony Brook.

## Personnalités liées avec l'université

### Professeurs
- Stephanie Kelton, professeure d'économie depuis 2017
- James Simons, mathématicien, trader, fondateur du fonds d’investissement privé Renaissance Technologies Corporation
- Crystal Marie Fleming, sociologue et chercheuse américaine, professeure associée

### Étudiants
- Rohini Godbole, physicienne indienne y a soutenu sa thèse
- Melanie Kreis, femme d'affaires allemande y a obtenu sa maîtrise en physique